# Tetragamie
Tetragamie (etwa „Viererehe“, aus dem griechischen τετρα-, tetra- = „vier“ und γάμος, gamos = „Ehe“) ist ein von Iwan Bloch verwendeter Begriff, mit dem er die Überlegungen Schopenhauers zu den Missständen der Monogamie übertitelte. Der Begriff wurde nicht sinngemäß im sogenannten Tetragamiestreit übernommen. Dieser entbrannte wegen einer vierten Ehe und nicht durch eine Ehe zu viert.

## Tetragamie bei Schopenhauer
In einer kurzen handschriftlichen Skizze führt Schopenhauer aus, dass das von der Natur angelegte Geschlechterverhältnis von etwa 1:1 nur scheinbar für die monogame Ehe spreche. Tatsächlich -bedingt durch die Menopause- «hat ein Mann an einem Weibe nur für die halbe Zeit seiner Zeugungsfähigkeit Befriedigung». Er wäre demnach gezwungen, sich eine zweite Frau zu nehmen, wenn die erste «verblüht» ist. Umgekehrt ist eine Frau im gebärfähigen Alter fähig «zwei bis drei tüchtige Männer zu gleicher Zeit zu befriedigen, ohne zu leiden». Die Beschränkung auf nur einen Mann in der gebärfähigen Zeit ist für die Frau ein «unnatürlicher Zustand».
Die Lösung für dieses Dilemma sieht Schopenhauer in der Tetragamie. Zwei Männer heiraten in der Jugend, wo der Besitz und das Einkommen am geringsten ist, gemeinsam eine Frau. Wenn die erste Frau «kein tauglicher Gegenstand mehr ist» heiraten sie eine zweite, junge Frau, «welche dann ausreicht bis beide Männer alt sind». Damit sind beide Frauen versorgt und jeder Mann muss nur für eine Frau aufkommen.